# We are the JAPAN
We are the JAPAN（ウィー・アー・ザ・ジャパン）は日本のミクスチャー・ロック・オルタナティヴ・ロックバンド。
東京・渋谷にあるライブハウス「渋谷La.mama」をホームに活動。活動開始は2019年2月1日。
活動開始当初はバンド名を、We are the JAPANとしていたが、2021年5月14日にWeaJ（ウィアジャ）に改名。

## メンバー
- サムオブサム：Right Vocal。
  - WeaJのほとんどの楽曲の作詞・作曲を手掛ける。バンド創設者。
- Kinoshita Under Wood（キノシタアンダーウッド）：ギター
- You × Nosuke（ゆうのすけ）：ベース
- ゴウキ：ドラムス　2022年12月26日に正式加入。

旧メンバー
- 瞬（しゅん）：Left Vocal
  - 2023年11月1日に実家の家業を継ぐために脱退。
- Pon-chang（ポンチャン）：ドラムス
  - 2022年5月29日に脳出血で倒れ、同年6月10日に死去。